# Židovský hřbitov v Nýrsku
Židovský hřbitov v Nýrsku leží na východ od města Nýrsko v remízku v poli po levé straně silnice na Milence a Dešenici. Hřbitov se zamyká, klíč však lze zapůjčit v blízkém penzionu Zemanka. Hřbitov je chráněn jako kulturní památka.
Dochovalo se zde více než 350 náhrobků, z nichž nejstarší čitelný pochází z roku 1715. Mnohé z náhrobních kamenů jsou využity jako krytina ohradního zdiva. Dvakrát, roku 1750 a 1924, byl areál rozšiřován. Na kované vstupní bráně jsou Davidovy hvězdy.
Místní synagoga byla stržena roku 1958.